# Hot Saturday
Hot Saturday (bra: Sábado Alegre) é um filme B pre-Code estadunidense de 1932, do gênero drama romântico, dirigido por William A. Seiter, e estrelado por Cary Grant, Nancy Carroll e Randolph Scott. O roteiro de Seton Miller, Josephine Lovett e Joseph Moncure March foi baseado no romance homônimo de 1926, de Harvey Fergusson.
A trama retrata a história de uma bela e virtuosa funcionária de banco em uma pequena cidade que se torna alvo de um boato cruel, alegando que ela passou a noite com um notório mulherengo.
A produção marcou o último trabalho cinematográfico importante de Nancy Carroll na Paramount Pictures.

## Sinopse

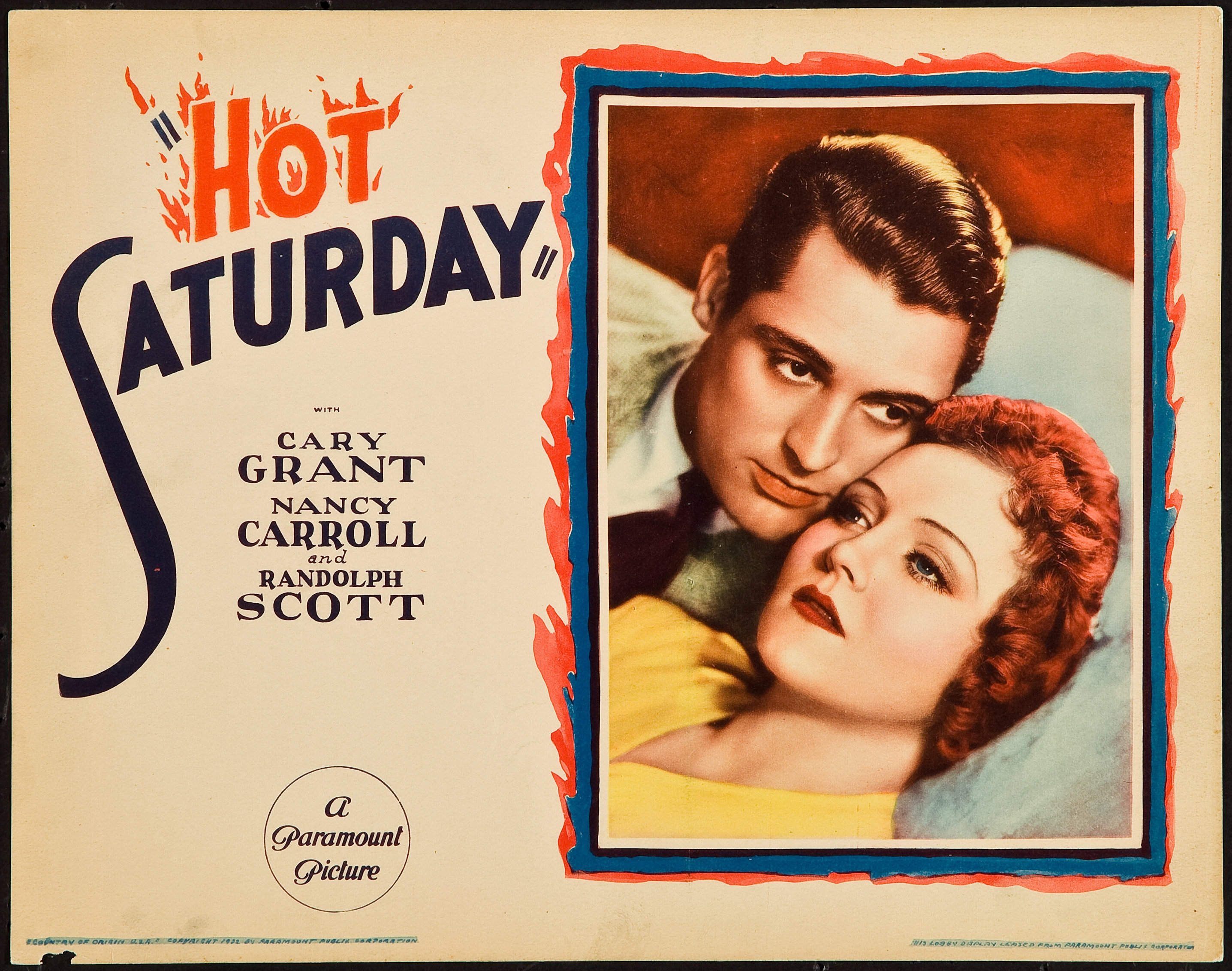
Lobby card do filme.

Ruth Brock (Nancy Carroll), uma romântica funcionária de banco, é conhecida em sua cidade pela sua rapidez e eficiência, mas nenhum dos seus pretendentes conseguiu conquistá-la até agora. Ela se sente frustrada com as limitações típicas da vida em uma cidade pequena, especialmente com a falta de homens interessantes. Ruth desilude todos os seus pretendentes, mas o último deles não aceita isso bem e começa um boato cruel entre os moradores, sugerindo um relacionamento entre ela e Romer Sheffield (Cary Grant), um playboy milionário, o que resulta na perda de seu emprego. Com seu nome sendo arrastado pela lama, a moça decide investigar Romer para descobrir se vale a pena manter a mentira viva.

## Elenco
- Cary Grant como Romer Sheffield
- Nancy Carroll como Ruth Brock
- Randolph Scott como Bill Fadden
- Edward Woods como Conny Billop
- Lilian Bond como Eva Randolph
- William Collier, Sr. como Sr. Harry Brock
- Jane Darwell como Sra. Ida Brock
- Stanley Smith como Joe
- Rita La Roy como Camille
- Rose Coghlan como Annie Brock, a irmã mais nova de Ruth
- Oscar Apfel como Sr. Edward W. Randolph
- Jessie Arnold como Tia Minnie
- Grady Sutton como Archie, um caixa de banco

## Produção
O filme, a primeira produção em que Cary Grant interpretou um papel principal, iniciou suas gravações em 18 de julho de 1932.

## Recepção
Uma crítica para o jornal The New York Times afirmou que o filme "descreve a evolução de um simples boato em uma comunidade estadunidense média com considerável frescor e sinceridade, e em geral consegue sobreviver a um roteiro vago e uma escrita pouco envolvente", além de elogiar a performance de Carroll.
Dennis Schwartz classificou-o com uma nota média B+, chamando-o de "drama agradável".

## Mídia doméstica
Em 7 de abril de 2009, o filme foi lançado em DVD como parte de um conjunto de três discos, contendo seis filmes, chamado "Pre-Code Hollywood Collection". Em 26 de outubro de 2021, o filme foi lançado em Blu-ray pela Kino Lorber.